# Мориски

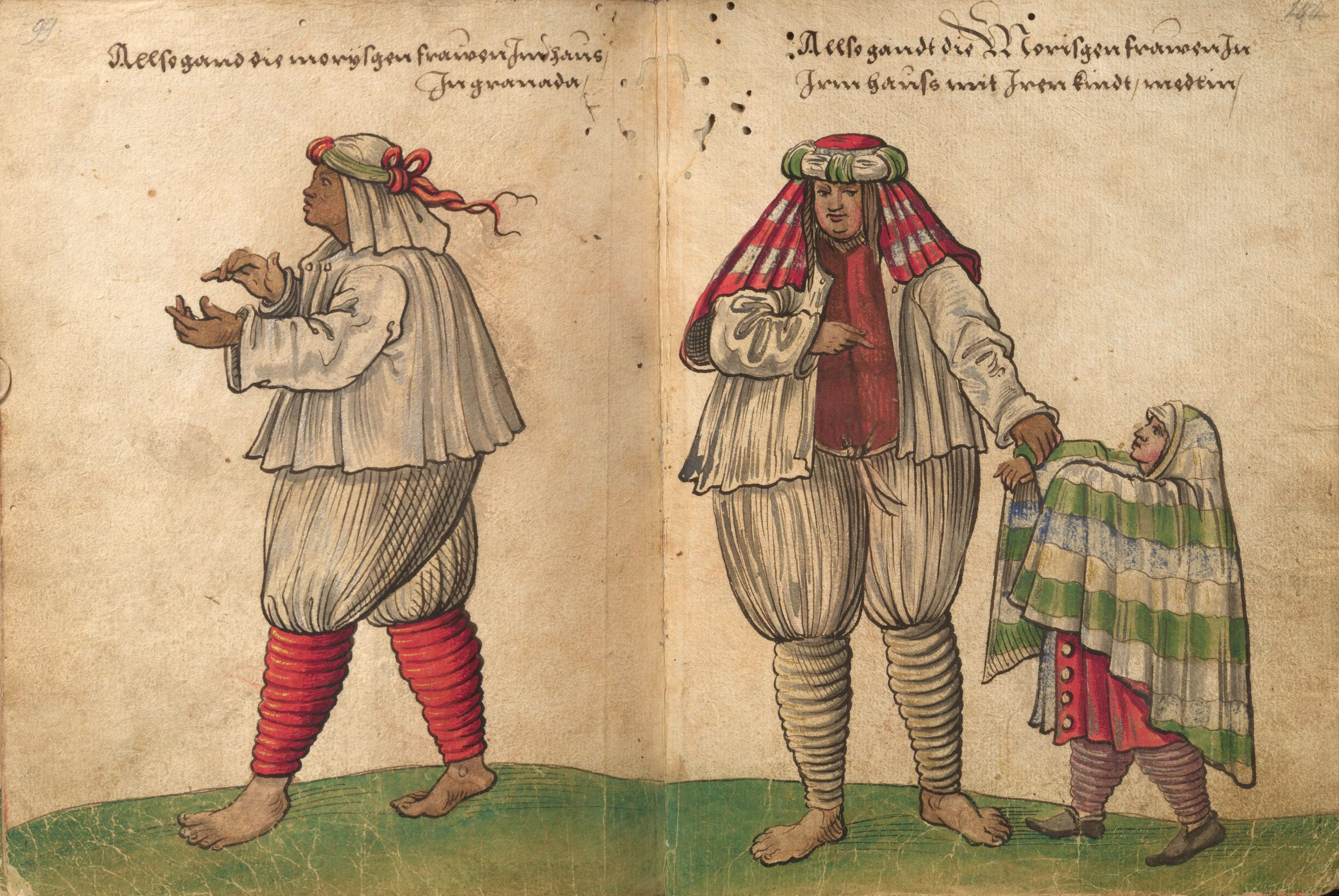
Гранадські мориски (1530-ті)

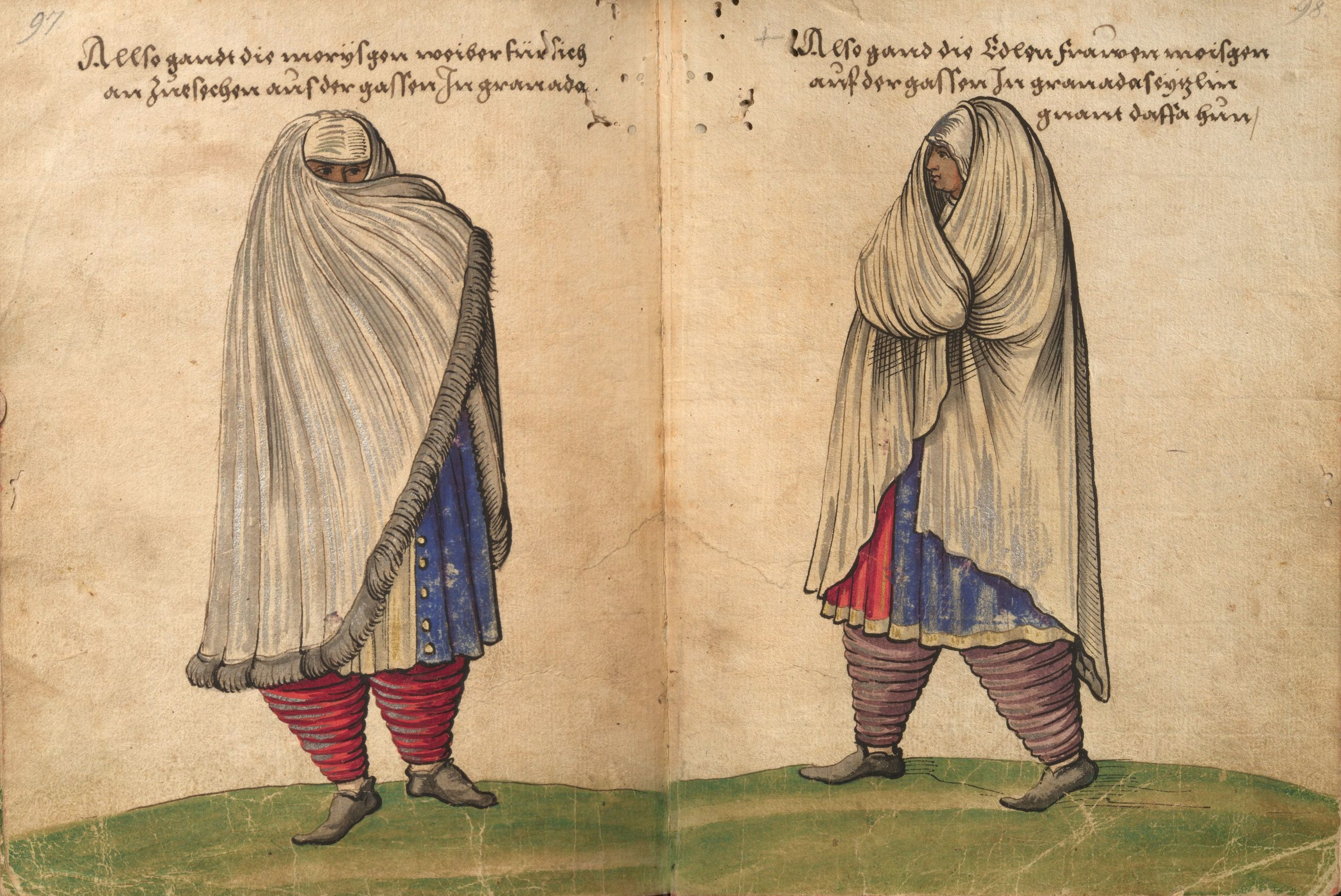
Мориска в традиційному вбранні (1530-ті)

Мори́ски (від ісп. morisco, «мавринята») — у XV–XVII століттях колишнє мусульманське населення Іспанії, що прийняло християнство після Реконкісти (1492, 1502). Становили частину нових християн. Складалися з арабів і берберів. Називалися маврами, або сарацинами. Мешкали переважно в Гранаді, на півдні Іспанії. Зберігали арабську мову, одяг і звичаї. Більшість таємно сповідували іслам, через що переслідувалися іспанською інквізицією. Вважалися нелояльними підданими Кастильської Корони. 1566 року, згідно з указом Філіпа II, зобов'язувались прийняти іспанську мову, одяг, звичаї. Неодноразово піднімали повстання проти іспанської влади, найбільшим з яких було Альпухарське повстання (1568—1571). Остаточно депортовані 1609 року до Північної Африки за наказом короля Філіпа III. Кількість депортованих становило 300–600 тисяч осіб.

## Розселення
Королівство Гранада
На території колишнього Гранадського емірату, знищеного в 1492 році, спостерігалася найбільша концентрація мусульман у країні. Напередодні капітуляції в еміраті проживало не менше 350 тисяч мусульман. Після анексії Гранадського емірату мусульмани продовжували ревно ставитися до збереження ісламських традицій, а також арабської мови. Багато Гранадських морисків таємно сповідували іслам, а також підтримували зв'язки з противниками Кастилії — магрибськими арабами, берберами, турками і навіть протестантами інших країн Європи. Південно-східне узбережжя Іспанії часто піддавалося набігам магрибських піратів, які іноді просувалися вглиб півострова на 10–15 км у пошуках наживи і бранців-християн, яких потім продавали в рабство. Часто після таких набігів групи незаможних морисків, переважно містян, які розорилися, перебиралася разом з піратами в Африку. Частка і чисельність морисків в Гранаді швидко скорочувалася в першій половині XVI століття. Тим не менш, перепис населення Гранади 1560 і раніше фіксував переважання морисків (150 тисяч) над споконвічними християнами (125 тисяч), які прибували з інших регіонів Іспанії.
У 1568–1571 роках Гранаду охопило Альпухарське повстання. Після його придушення близько 80 тисяч морисків було розсіяно по дрібних селах Андалусії і Кастилії. Багато хто втік у гори, організувавши злочинні кочові банди, які грабували християнське населення.
Валенсія
Становище валенсійських морисків було неоднозначним. З одного боку, вони зазнавали важчих форм експлуатації та дискримінації з боку менш толерантних каталономовних феодалів і містян християнського віросповідання, які відтіснили морисків у сферу аграрної економіки. З іншого, вигідне прибережне положення і постійні (часто підпільні) зв'язки з арабсько-османським світом дозволили деяким з них здобути славу найкращих знавців  ісламського права серед інших морисків Іберії. Більшість із них зберігало арабську мову як рідну, хоча також добре володіло кастильскою і валенсійською мовами, що дозволяло їм краще вписатися в нові реалії Іберії в порівнянні з їхніми гранадськими побратимами. Валенсійські мориски становили близько 33% населення королівства Валенсія. Крім того, з середини XVI століття темпи їхнього природного приросту значно прискорилися. Так, за півстоліття приріст морисків склав 69,7%, а старих християн — 44,7%. Саме ця диспропорція змусила іспанську владу піти на депортацію морисків з країни.
Кастилія
До середини XIII століття мусульмани становили значну частку населення в містах Нової Кастилії (Кордова, Севілья та ін.) Але після кількох невдалих мудехарських повстань, більша їх частина воліла сховатися на території Гранадського емірату. Решта піддалися швидкій іспанізації. Але після придушення Альпухарського повстання близько 80 тисяч морисків було розселено в дрібні поселення Андалусії і Кастилії з метою зменшити їх концентрацію в Гранаді. До початку XVII століття в Кастилії знаходилося не менше 100 тисяч морисків (при всьому населенні близько 6 млн), які знову почали привертати суспільну увагу. У деяких містах Андалусії вони складали переважну більшість населення (наприклад, в Орначос, Аревало і Сінко-Вільяс). В Астурії і Леоні морисків практично не було. Незважаючи на заборони, багато морисків встигли переселитися в американські колонії Іспанії та Португалії через порт Кадіса.
Арагон
Арагонські мориски різко відрізнялися від гранадських і валенсійських. Вони вже майже не володіли арабською мовою, втратили багато елементів східної культури. Виділяло їх лише традиційне заняття зрошуваного землеробства в долині річки Ебро та її приток. Частка морисків у королівстві Арагон варіювала в межах 11–19% всього населення.
Португалія
У Португалії мориски проживали на територіях на південь від річки Тежу, особливо в Алгарве, хоча там вони були нечисленні і, перейшовши в християнство, були швидко поглинені місцевим і прийшлим романським населенням.

## Депортація

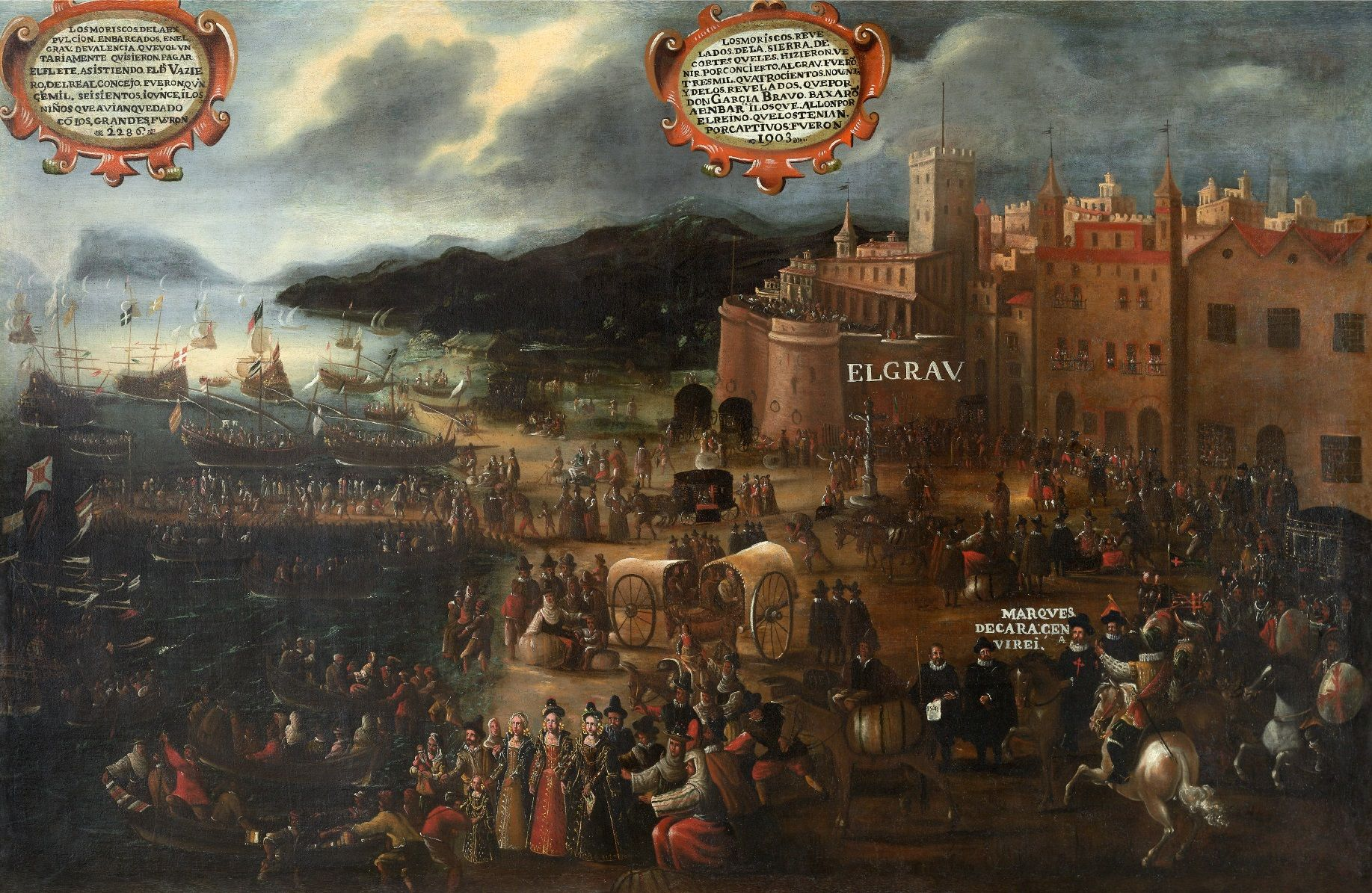
Вигнання морисків — посадка на кораблі у Валенсії

Аналогічно до депортацій християнського населення Піренейського півострова (мосарабів), здійснених ісламською владою в часи мусульманського панування, християнські уряди провели депортації мусульман і морисків після Реконкісти. Морискам дозволялося брати з собою тільки рухоме майно. Нерухомість конфісковував феодал. На кораблі з морисків стягували плату за проїзд. За бажанням, в поселеннях, де мориски становили більшість, 6 з 100 сімей могли залишитися для підтримки інфраструктури. Дітей до 4-х років пропонувалося віддавати на виховання християнам, хоча на практиці до цього практично не вдавалися. Пізніше в Іспанії дозволено було залишитися всім морискам  віком до 16 років. В цілому, не менше 10 тис з них вдалося так чи інакше уникнути депортації (в основному в Кастилії). Не менше 150 тис. морисків було відправлено в порт Марселя (Франція). Більшість вигнаних (70-75%) рано чи пізно осіло в країнах Магрибу, де вони знову прийняли іслам. На території сучасного Марокко вони заснували олігархічну республіку Бу-Регрег (1627–1641). Деяка частина морисків, які бажали залишитися християнами, воліла переселитися в Прованс (40 000), в місто Ліворно (Італія) або в завойовану Америку.